# Kłoda (województwo świętokrzyskie)
Kłoda – wieś w Polsce położona w województwie świętokrzyskim, w powiecie staszowskim, w gminie Rytwiany.
Wieś położona w powiecie sandomierskim województwa sandomierskiego wchodziła w 1662 roku w skład majętności rytwiańskiej Łukasza Opalińskiego. W latach 1975–1998 miejscowość administracyjnie należała do województwa tarnobrzeskiego.

## Części wsi
| SIMC    | Nazwa      | Rodzaj     |
| ------- | ---------- | ---------- |
| 0805689 | Krzywda    | przysiółek |
| 0805695 | Monastyrek | przysiółek |
| 0805703 | Wzory      | przysiółek |

## Dawne części wsi – obiekty fizjograficzne
W latach 70. XX wieku przyporządkowano i opracowano spis lokalnych części integralnych dla Kłody zawarty w tabeli 1.

| Nazwa wsi – miasta  | Nazwy części wsi – miasta | Nazwy obiektów fizjograficznych – charakter obiektu |
| ------------------- | --- | --- |
| I. Gromada RYTWIANY | | |
| 1. Kłoda            | 1. Błonie 2. Kały 3. Krzywda 4. Monastyrek 5. Niwa 6. Podklasztor 7. Rogatki 8. Rzym 9. Strzegomka 10. Szedzyna 11. Świńska Krzywda 12. Warszawa 13. Wiśniówka 14. Wzory 15. Zaporębie 16. Zarośla | 1. Błonie — pole, łąka 2. Czarna — rzeka 3. Grądy — las 4. Kały — pole 5. Klasztorny Las — las 6. Kłodzkie — pole 7. Kopaliny — pole 8. Lasy Golejowskie — las 9. Łysa Góra — pole, wzniesienie 10. Niwa — pole 11. Olszyny — łąki 12. Pasterniki — pole, łąka 13. Rogatki — pole 14. Rzym — pole 15. Szedzyna — pole 16. Szedzyński Las — las 17. Świńska Krzywda — pole, las 18. Wzory — las, pole 19. Za Rzeką — pole 20. Zagórze — pole 21. Zaporębie — pole, łąka 22. Zarośla — pole, łąka |

## Ulice
Poniżej w tabeli ulice będące integralną częścią wioski Kłoda, z przypisanymi im numerami zgodnym z TERYT.

| Symbol ulicy | Nazwa ulicy       | Symbol ulicy | Nazwa ulicy    | Symbol ulicy | Nazwa ulicy   |
| ------------ | ----------------- | ------------ | -------------- | ------------ | ------------- |
| 01528        | ul. Boczna        | 07857        | ul. Kamedulska | 39346        | ul. Rzym      |
| 02276        | ul. Brzozowa      | 10562        | ul. Kwiatowa   | 20254        | ul. Słoneczna |
| 03839        | ul. Długa         | 10898        | ul. Leśna      | 20598        | ul. Sosnowa   |
| 05875        | ul. Gościniec     | 11596        | ul. Łąkowa     | 20677        | ul. Spokojna  |
| 07123        | ul. Jana Pawła II | 39345        | ul. Monastyrek | 24870        | ul. Wrzosowa  |
| 07582        | ul. Jodłowa       | 17011        | ul. Polna      | —            | —             |